# ألبيانو ديفريا
ألبيانو ديفريا هي بلدية في مدينة تورينو الحضرية، في منطقة بيمنتة الإيطالية، التي تقع على بعد حوالي 45 كيلومتر (28 ميل) شمال شرق تورينو .
تقع ألبيانو ديفريا على حدود البلديات التالية: بولينجو، إفريا، بالازو كانافيزي، بيفروني، ازيليو، كارافينوو فيستيني. يتركز الاقتصاد في بعض الأحيان على إنتاج الحبوب والأعلاف .
تقع الكنيسة الباروكية في سان مارتينو فيسكوفو دي تورز في المدينة.